# Teinotarsina flavicincta
Teinotarsina flavicincta is een vlinder uit de familie wespvlinders (Sesiidae), onderfamilie Sesiinae.
Teinotarsina flavicincta is voor het eerst wetenschappelijk beschreven door Arita & Gorbunov in 2002. De soort komt voor in het Oriëntaals gebied.